# Верден (Оклахома)
Верден (енгл. Verden) град је у америчкој савезној држави Оклахома.

## Демографија
По попису из 2010. године број становника је 530, што је 129 (-19,6%) становника мање него 2000. године.
| Група             | 2000.       | 2010.       |
| Белци             | 593 (90,0%) | 448 (84,5%) |
| Афроамериканци    | 0 (0,0%)    | 0 (0,0%)    |
| Азијати           | 1 (0,2%)    | 0 (0,0%)    |
| Хиспаноамериканци | 4 (0,6%)    | 23 (4,3%)   |
| Укупно            | 659         | 530         |